# Dinastia Carolingiană
Dinastia Carolingiană (cunoscută și sub numele de Carlovingieni sau Karlingi) a fost o dinastie de conducători, care au pornit de la stadiul de prefecți și au ajuns în cele din urmă regi ai francilor (751). Unul dintre cele mai importante lucruri este faptul că această dinastie a reînviat ideea unui împărat în Occident. Carolingienii i-au succedat Dinastiei Merovingiene și s-au aflat la putere în unele regate până în 987. Numele carolingian vine de la Carol Martel, care i-a învins pe mauri în bătălia de la Tours în 732. Cel mai cunoscut membru al dinastiei este Carol cel Mare (în franceză Charlemagne, în latină Carolus Magnus) care a fost încoronat împărat roman în 800. Ultimul împărat carolingian a murit în 899 înainte de a trece un secol de la intrarea în familie a acestui titlu. Prăbușirea dinastiei a fost mai rapidă decât ridicarea ei.

## Istoric

### Origini
Se crede că dinastia a fost fondată de Sfântul Arnulf din Metz, episcop al acestui oraș la începutul secolului al VII-lea, care avea o putere enormă asupra regatelor merovingiene. Fiul său Ansegisel s-a căsătorit cu Sfânta Begga, fiica lui Pepin de Landen, iar fiul lor a fost Pepin de Herstal. De la bunicii lui Pepin și-a primit dinastia numele sale inițiale (înainte de Carol Martel): arnulfigi sau pippinizi. Rangul de majordom al regatului Austrasiei a intrat în familie odată cu Ansegisel și a continuat cu Pepin de Herstal.

### Imperiul și Tratatul de la Verdun
Pepin a cucerit Neustria după Bătălia de la Tertry din 687 și a întins autoritatea lui Arnulfing asupra tuturor francilor. El a fost urmat de fiul său, Carol Martel, ca majordom, care, la rândul său, era tatăl lui Pépin cel Scurt. În acea perioadă rois fainéants merovingieni (regi-care-nu-fac-nimic) nu mai aveau putere, aceasta rămânând în mâinile majordomilor, care o luaseră în secolul precedent, prin minorități, regențe și războaie civile. Din cauza scăderii puterii centrale și proastei administrări, dinastia merovingiană va pierde puterea. În 751, Pépin, fiul lui Carol Martel, îl înlătură de la putere pe regele Childéric al III-lea (743-751), pe care îl trimite la mânăstire. Nimeni nu l-a susținut pe monarhul deposedat, astfel că, în noiembrie 751, Pépin se încoronează rege al francilor, la Soissons, sub numele de Pépin al III-lea (751-768), însă în istorie el va rămâne ca Pépin cel Scurt. Datorită contextului politic din peninsula italică, noua stare de fapt transalpină este recunoscută de papă, conferindu-i noului rege legitimitate. În 768, Pépin moare, regatul împărțindu-se între cei doi fii ai săi, Carol și Carloman. Doi ani mai târziu, Carloman moare astfel încât Carol devine unic rege al francilor. Carol va deveni Carol cel Mare (768-814), fondatorul imperiului franc, considerat la vremea respectivă ca fiind restaurarea imperiului roman de apus, fiind încoronat de papa Leon al III-lea la Roma.

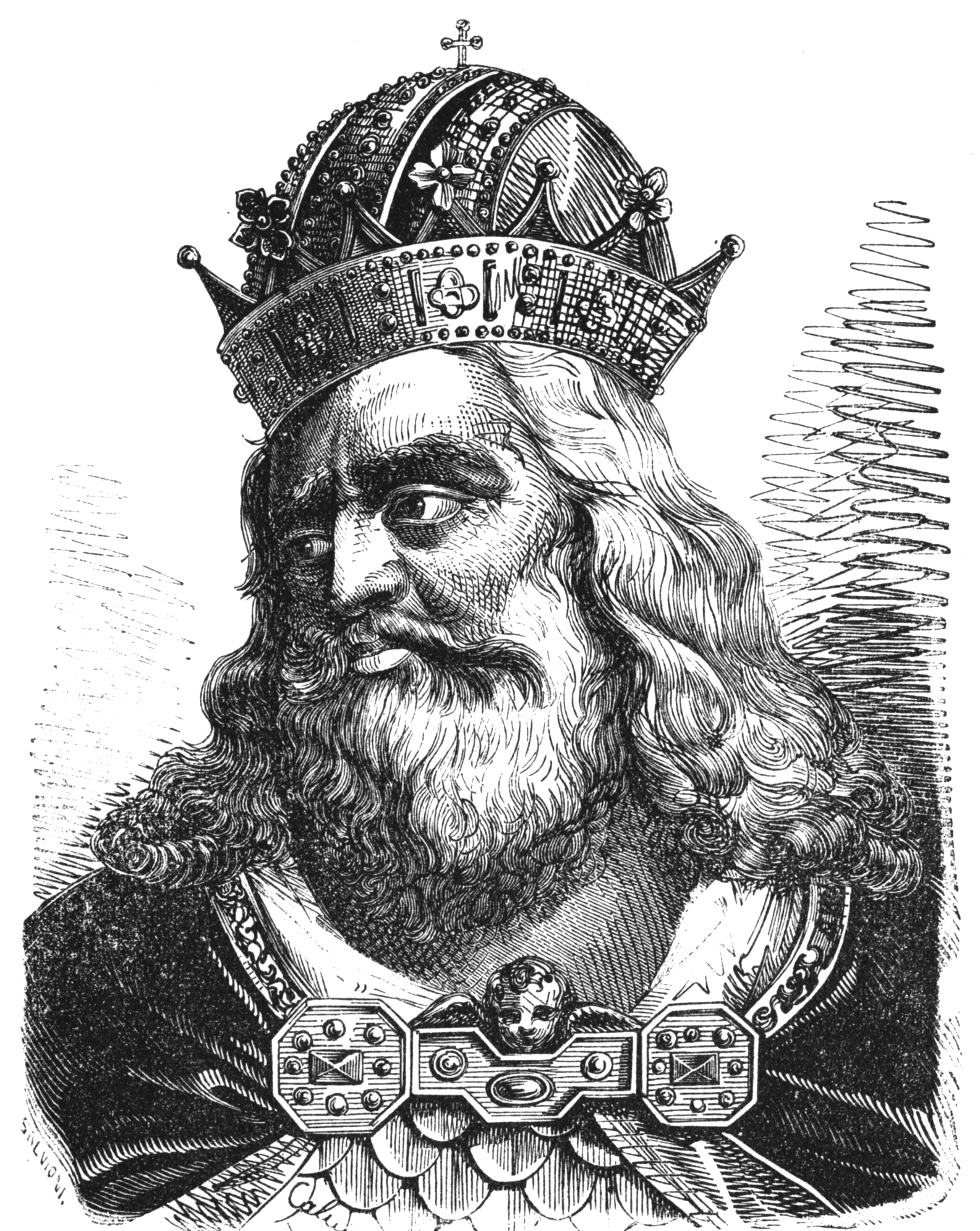
Carol cel Mare, împărat al Occidentului

Lunga domnie a lui Carol cel Mare a fost bogată în evenimente, relevante pentru evoluția dreptului feudal european. Trebuie precizat încă de la început că acest imperiu, multietnic, nu putea să îi supraviețuiască mult timp creatorului său. Deci elementul de coeziune al acestui conglomerat a fost însăși personalitatea extraordinară a împăratului. În timpul lui Carol cel Mare, francii au întreprins prima campanie în Italia, anexând Lombardia, precedent ce-i va face pe mulți regi ai Franței să considere că Italia reprezintă o provincie istorică a Franței, a cărei anexare este o datorie istorică pentru orice monarh francez, punând astfel bazele viitorului contencios franco-spaniol, apoi franco-austriac.
Carol cel Mare a păstrat regatele cucerite, încadrându-le doar în imperiu, ca fiind cele mai mari unități administrativ-teritoriale, împărțite în comitate. Pentru conducerea comitatelor, colaborau comiții, cu atribuții financiare, militare, judiciare (convocau adunările oamenilor liberi- les plaids – care reglau litigiile) și episcopii, numiți de împărat (care îi considera simpli funcționari), cu atribuții religioase, dar și de supraveghere a comiților, pe care îi înlocuiau în caz de absență și cărora le transmiteau ordinele imperiale. 
În timpul lui Carol cel Mare începe practic ascensiunea aristocrației, care, acaparând din ce în ce mai multe pământuri și asigurându-le țăranilor protecție, își consolidează poziția în stat; pe cale de consecință s-au întărit relațiile feudale, țăranii devenind treptat dependenți; relațiile de vasalitate își au originea tot aici. Obligațiile țăranilor față de nobil erau de trei feluri: „la corvée” - obligație în muncă, „le prélèvement seigneurial” - predarea unei părți însemnate din recoltă seniorului și la „dîme” - reprezentând 1/10 din recoltă, ce era datorată Bisericii, care dacă nu era plătită se solda cu excomunicarea. 

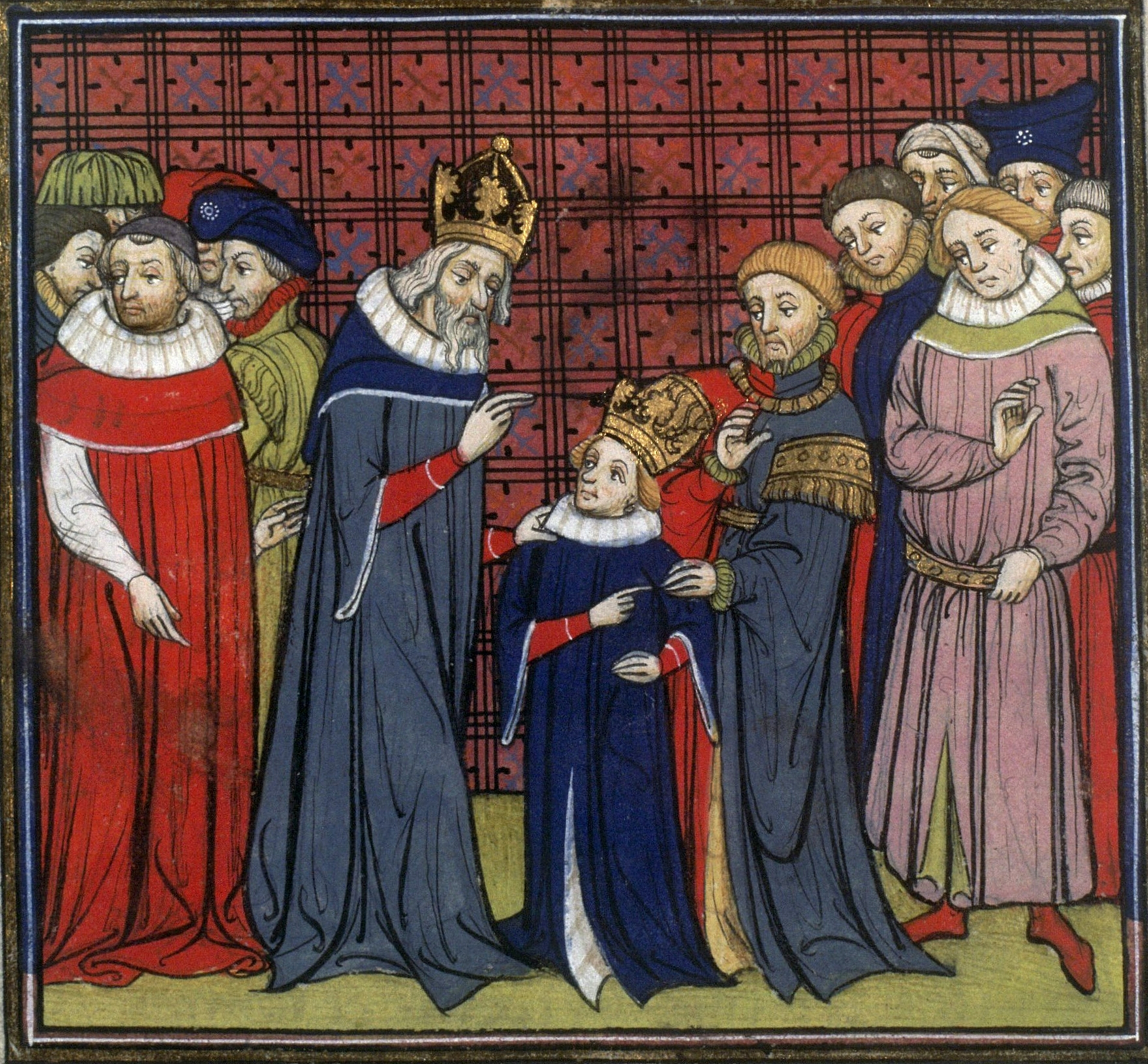
Carol cel Mare și fiul său, Ludovic cel Pios

La moartea lui Carol cel Mare, în 814, imperiul revine singurului său fiu legitim supraviețuitor, Ludovic I cel Pios (814-840), deci succesiunea se face natural, fără a se împărți imperiul. Interesantă este însă succesiunea lui Ludovic I, care a avut 3 fii din prima căsătorie: Lothar, Ludovic și Pépin, și, luând decizia de a-l numi pe primul său născut, Lothaire, ca unic moștenitor al imperiului carolingian, ceilalți doi urmau să primească doar conducerea unor regate sub autoritatea imperială. Acest lucru era contrar cutumei succesorale a francilor care stipula că teritoriul trebuia împărțit în mod egal între fii la moartea tatălui. Situația se complică și mai mult atunci când, în urma unei a doua căsătorii a lui Ludovic cel Pios, se naște Carol, căruia tatăl său voia să-i lase un regat, practic micșorând moștenirea celorlalți trei. Aceasta declanșează un război între cei trei fii și Ludovic, care este învins și deposedat, Lothaire devenind noul împărat. În fine, datorită puternicelor conflicte dintre cei patru frați, care căutau să-și impună fiecare dominația asupra celorlalți, se ajunge în fine la un compromis: împărțirea imperiului. Tratatul de la Verdun (842) stipula împărțirea imperiului în trei părți, celor trei fii supraviețuitori, conform legii francilor. Astfel, partea centrală revine primului născut, Lothar, care pierde titlul imperial, dar păstrează cele mai importante orașe, Aix-la-Chapelle și Roma; partea estică a imperiului revine lui Ludovic Germanicul, al doilea născut, iar regatul vestic îi revine lui Carol cel Pleșuv, cel mai mic dintre fiii legitimi ai lui Ludovic cel Pios. După împărțirea imperiului între cei trei nepoți ai lui Carol cel Mare prin Tratatul de la Verdun în 843, Carolingienii au continuat să rămână la tron în toate cele trei state create: Francia Occidentală, Francia de Mijloc, și Francia Răsăriteană.

### Urmări
O consecință foarte importantă a acestor războaie de succesiune este întărirea fără precedent a marii nobilimi feudale, care, în schimbul serviciilor militare pentru unul sau altul dintre combatanți, primește domenii întinse și privilegii. Dinastia carolingiană va rămâne pe tron până în anul 987, impunând forme originale de conducere cum ar fi coabitarea a doi regi pentru a nu diviza regatul, forme care însă nu se vor păstra în tradiția succesorală franceză.
- În occident, nucleul Franței moderne, au continuat să se afle pe tron până la venirea Dinastiei Capețiene, în 987.
- În Francia de Mijloc, cu un titlu de împărat liber și ceea ce va deveni regatul Lotharingiei și Provenței, precum și Coroana de Fier a regilor longobarzi (Italia), ramura principală a familiei a condus până în 875, însă au avut loc alte diviziuni, prin Tratatul de la Meersen din 870.
- În Răsărit, leagănul Germaniei de astăzi, carolingienii au condus până în 911, la moartea lui Ludovic Copilul, când au fost înlocuiți cu dinastia Conradinilor.